# المتاهة الإسبانية
المتاهة الإسبانية: سرد للخلفية الاجتماعية والسياسية للحرب الأهلية الإسبانية كتاب لجيرالد برينان، هو سرد لتاريخ إسبانيا الاجتماعي والاقتصادي والسياسي كخلفية الحرب الأهلية الإسبانية.
نشرت لأول مرة في عام 1943، وبقيت في الطباعة، مع إعادة إصدار متكررة. جنبا إلى جنب مع أعمال لوحظت من قبل علماء الإسبان مثل بول برستون، ريمون كار، بورنيت بولوتين، وهيو توماس، 'المتاهة الإسبانية تعتبر أن تكون القراءة الخلفية الأساسية لدراسات إسبانيا وتاريخها.

تم حظر المتاهة الإسبانية من قبل حكومة فرانسيسكو فرانكو بسبب انتقادها لنظامه. وتم تهريب ترجمات باللغة الإسبانية للمتاهة الإسبانية سرا إلى البلاد من قبل المهاجرين المناهضين لفرانكو، وأصبح الكتاب شائعا بين المنشقين الإسبان. بعد وفاة فرانكو، تم رفع الحظر وتلقى الكتاب استقبالا حسنا من قبل المؤرخين الإسبان.

## روابط خارجية
- Cambridge University Press